# António Pinto Monteiro
António Pinto Monteiro é professor catedrático de direito civil na Faculdade de Direito da Universidade de Coimbra, com vasta obra publicada em vários domínios do direito privado. A sua tese de doutoramento versou o tema da cláusula penal.
António Pinto Monteiro é também professor visitante da Faculdade de Direito da Universidade de Macau e da Universidade Portucalense Infante D. Henrique.
Foi vice-presidente do Conselho Científico da Faculdade de Direito de Coimbra e é atualmente membro de sua Assembleia de Representantes, além de presidir o Instituto Jurídico da Comunicação (Universidade de Coimbra) e o Centro de Direito do Consumo (Universidade de Coimbra).
No Brasil, Pinto Monteiro é membro do Conselho Editorial da Revista de Direito Civil Contemporâneo e coordena a participação do Instituto Jurídico de Coimbra (Universidade de Coimbra) na Rede de Pesquisa de Direito Civil Contemporâneo, um consórcio de grupos e instituições universitárias brasileiras e estrangeiras.

## Principais publicações
PINTO MONTEIRO, António. Cláusulas Limitativas e de Exclusão de Responsabilidade Civil. Coimbra: Almedina, 2003. ISBN 9789724019192.
PINTO MONTEIRO. António. Cláusula Penal e Indemnização. Coimbra:   Almedina, 1999. ISBN 9789724004631.